# Kistowie
Kistowie (gruz. „ქისტები”) – gruzińscy Czeczeni, grupa etniczna zamieszkująca głównie wąwóz Pankisi w północno-wschodniej Gruzji, w górach Kaukazu. Pewna liczba Kistów mieszka również w pobliskiej Achmecie, wsiach wokół wąwozu Pankisi oraz w Tbilisi. Ich liczbę ocenia się na od 5 do 8 tysięcy. Kistowie zachowują swój język (spokrewniony z czeczeńskim tzw. dialekt kistyński) oraz religię – islam sunnicki.

## Historia
Kistowie wywodzą się wprost od Czeczenów, którzy przybyli do Pankisi w pierwszej połowie XIX wieku – w większości z powodu wojen wywołanych przez rosyjską ekspansję na północnym Kaukazie oraz związaną z tym radykalizację religijną wśród Czeczenów (m.in. próby wprowadzenia szariatu). Po czasowym odzyskaniu przez Gruzję niepodległości, w latach 1918–1921, wraz z obywatelstwem nadawano Kistom imiona i nazwiska gruzińskie – dzięki podwójnym nazwiskom w większości uniknęli losu Czeczenów z północnego Kaukazu, deportowanych w 1944 r. do Kazachstanu.
W latach 90. XX wieku, ze względu na konflikt czeczeńsko-rosyjski, do Pankisi przybyło 10 tysięcy uchodźców z Czeczenii. Utrzymanie uchodźców spadło niemal całkowicie na barki Kistów. Co więcej, wraz z uchodźcami, pojawili się także bojownicy czeczeńscy, którzy po klęsce w II wojnie czeczeńskiej uczynili z Pankisi bazę wypadową i rekrutacyjną. W wąwozie rezydował w szczególności czeczeński dowódca Rusłan Giełajew. Sytuacja w wąwozie stała się pretekstem do rosyjskich interwencji na terytorium Gruzji, a w rosyjskich bombardowaniach zginęła pewna liczba cywilów. Dopiero po 2003 r. nadzwyczajne środki bezpieczeństwa, podjęte przez rząd gruziński we współpracy z Amerykanami, doprowadziły do ustabilizowania sytuacji.

## Religia
Kistowie są w znacznej większości muzułmanami praktykującymi sufizm. W Pankisi występują kobiece bractwa sufickie – fenomen niespotykany poza wąwozem. Niewielką mniejszość stanowią chrześcijanie obrządku gruzińskiego kościoła prawosławnego. Obrzędy religijne wśród Kistów zawierają pewne elementy pogańskie.
W latach 90. religia stała się jednym z elementów sporu pomiędzy Kistami a uchodźcami z Czeczenii. Czeczeni, częściowo poddani wpływom radykalnego islamu, próbowali narzucić swoje obrzędy Kistom, wytykając im pogaństwo i „niedoskonałość”. Uchodźcy za pieniądze pozyskane ze źródeł w krajach muzułmańskich zbudowali nawet osobne od kistyjskich meczety. Jednak wraz z opuszczeniem wąwozu przez ogromną większość uchodźców, konflikt na tym tle osłabł.